# Wierzowice Wielkie
Wierzowice Wielkie – wieś w Polsce położona w województwie dolnośląskim, w powiecie górowskim, w gminie Góra.

## Podział administracyjny
W latach 1975–1998 miejscowość administracyjnie należała do województwa leszczyńskiego.

## Nazwa
W księdze łacińskiej Liber fundationis episcopatus Vratislaviensis (pol. Księga uposażeń biskupstwa wrocławskiego) spisanej za czasów biskupa Henryka z Wierzbna w latach 1295–1305 miejscowość wymieniona jest w zlatynizownej formie Werewiczi aliud.